# Wilson Chérrez
Wilson Chérrez Rúa – ekwadorski zapaśnik walczący w obu stylach. Zajął szóste i siódme miejsce na igrzyskach panamerykańskich i szóste na mistrzostwach panamerykańskich w 1987. Zdobył po dwa medale na igrzyskach Ameryki Południowej w 1982 i 1986. Srebrny medalista igrzysk boliwaryjskich w 1993 roku. Jest zawodowym strażakiem, członkiem obrony cywilnej. Pracuje w rafinerii w Esmeraldas.